# Clas Fleming (Schiff)
Die 1914 in Dienst gestellte Clas Fleming war der erste und einzige Minenkreuzer (schwed. „Minkryssare“) der schwedischen Flotte. 1910 bis 1914 von Bergsunds auf der Finnboda Varv in Stockholm gebaut, blieb sie ein Einzelschiff. Sie war eines der ersten Schiffe der schwedischen Marine mit Turbinenantrieb und ihr erstes, das für eine Minenkriegsführung gebaut wurde.
Vor dem Zweiten Weltkrieg wurde das Schiff modernisiert und weitgehend umgebaut. Nach dem Krieg wurde das Schiff außer Dienst gestellt, aber erst am 1. Januar 1959 von der Flottenliste gestrichen. 1960 erfolgte der Abbruch der Clas Fleming.

## Baugeschichte
Sei 1908 plante die Marine-Führung einen Minenleger mit guten Seeeigenschaften, der bei allen Wetterbedingungen schnell Minen legen und den Standort auch schnell verlassen konnte. Darüber hinaus sollte das geplante Schiff auch zur Aufklärung genutzt werden. Den Auftrag erhielt 1909 Bergsunds in Stockholm, wo zuvor der erste schwedische Kreuzer, die Fylgia gebaut worden war.
Die von Bergsunds auf der Finnboda Varv in Stockholm gebaute Clas Fleming war 80 Meter lang und hatte eine maximale Verdrängung von 1800 Tonnen. Der Rumpf war in 15 wasserdichte Abteilungen unterteilt und wurde durch ein Panzerdeck von 16 bis 25 mm Stärke geschützt. Vor der Brücke hatte sie einen mit 75 mm Panzerung geschützten Kommandostand. Für die acht Offiziere und 23 Unteroffiziere waren Kabinen vorhanden, während die übrige Mannschaft von um 130 Mann in Schlafdecks und Hängematten schlief. Darüber hinaus war Platz für einen 47 Mann starken Landungstrupp vorgesehen.

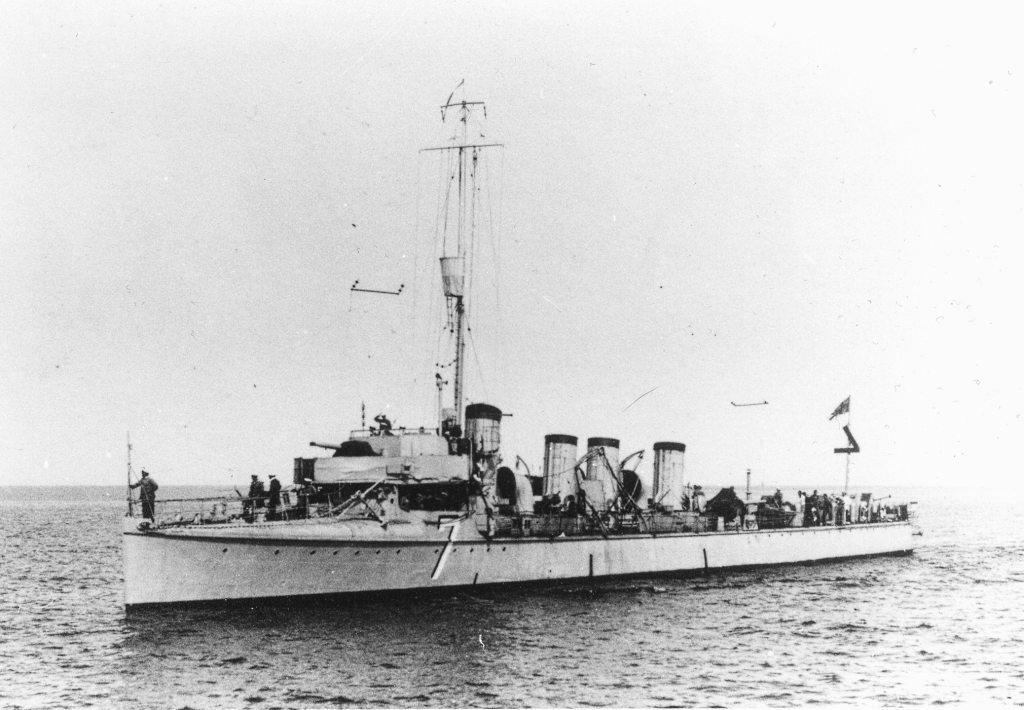
Der Zerstörer Hugin

Die acht Kohle gefeuerten Yarrow-Kessel standen in zwei Räumen und erzeugten Dampf von 17 bar Druck für zwei Dampfturbinen, die zusammen 6500 PS entwickelten. Die Turbinen trieben die beiden Schrauben des Schiffes direkt an. Damit erreichte die Clas Fleming eine Geschwindigkeit von 20,5 Knoten. Nach den Zerstörern Hugin und Munin (420 t, 30 kn, 1911 bzw. 1913 in Dienst) war die Clas Fleming das bislang größte Schiff der schwedischen Flotte, das von Dampfturbinen angetrieben wurde.
Die Hauptbewaffnung der Clas Fleming waren Minen, von denen 130 an Deck hinter Schutzwänden aufgestellt werden sollten, der Rest war im Schiffsrumpf gelagert. Dazu kamen dann vier 120-mm-L/50-Bofors-Kanonen des Modells 11, die zu zweit auf dem Vorschiff und am Heck standen, sowie vier Maschinengewehre Modell 10, einem Nachbau des Maxim-Maschinengewehrs.
In der ersten Einsatzzeit von 1914 bis 1917 wurde festgestellt, dass die Minenpforten im Heck zu tief waren und dort bei etwas bewegter See Wasser in das Schiff drang. Daher wurden 1918 bis 1919 die Pforten höher angelegt und die Minenschienen mit einem Deck abgedeckt.
Dies zwang zu einer Änderung der Aufstellung der 120-mm-Kanonen. Auf dem Vorschiff und am Heck wurden je eine Kanone auf der Mittschiffslinie installiert, während die beiden anderen etwa in der Mitte des Schiffes an den Seiten aufgestellt wurden.
1926 ersetzten drei 25-mm-Maschinenkanonen Modell 22 die für eine Flugzeugabwehr nicht mehr hinreichenden Maschinengewehre. Seit 1929 wurde die Clas Fleming meistens stillgelegt, da die Antriebsanlage ausgesprochen unökonomisch war.

### Umbau ab 1939

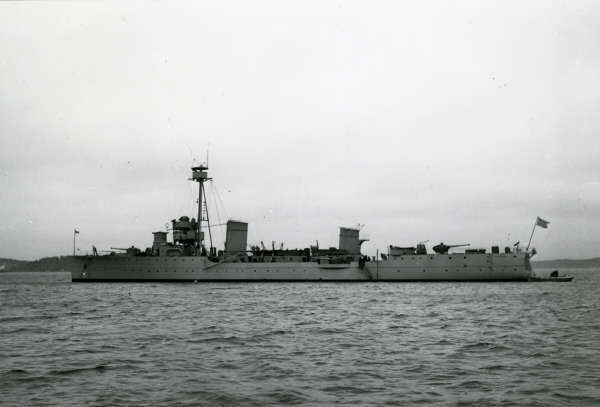
Die Clas Fleming während des Umbaus noch mit zwei Schornsteinen

Für eine Modernisierung der Antriebsanlage standen seit Mitte der 1930er Jahre Haushaltsmittel zur Verfügung, die nicht eingesetzt wurden, da keine Klarheit über einen künftigen Nutzen des Schiffes bestand. Erst nach Ausbruch des Zweiten Weltkriegs entschied man sich das Schiff zu modernisieren. Im November 1939 begannen in den Götaverken in Göteborg die Umbauarbeiten. Dem Schiff wurde in der Mitte ein sechs Meter langer neuer Abschnitt eingefügt, der vor allem der neuen Antriebsanlage Platz geben sollte. Diese war völlig neu entwickelt und bislang in keinem Schiff realisiert worden. Vier sechs-Zylinder-Zweitakt Diesel-Motoren trieben nicht über Wellen die Schiffsschrauben an, sondern ihre Abgase betrieben Turbinen. Weiterer Dampf wurde mit zwei ölbeheizten Kesseln erzeugt. Durch die Abgase und den Dampf wurde eine doppelte de-Laval-Getriebeturbinenanlage angetrieben, die bis zu 7200 PS erzeugte und dem Schiff eine Höchstgeschwindigkeit von 20,3 kn gab. Der neue Antrieb war ein von den Götaverken entwickelter Prototyp eines Gasturbinenantriebs.

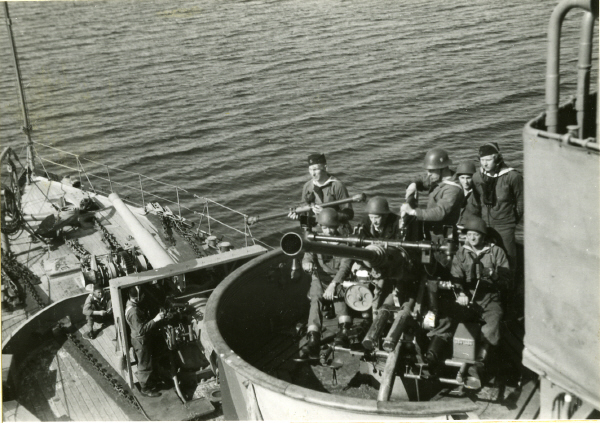
Vorschiff der umgebauten Clas Fleming

Neben der Antriebsanlage wurde auch die Bewaffnung modernisiert. Bei den 120-mm-Kanonen steigerte man die Reichweite durch neue Rohre und neu entwickelte Munition wie bei den Geschützen der modernisierten Küstenpanzerschiffe. Die Reichweite wurde gesteigert und die Bedienungsmannschaft durch neue Schutzschilde besser geschützt. Die Flugabwehrbewaffnung wurde erheblich verstärkt und bestand jetzt aus drei 40-mm-L/56-Bofors-Maschinenkanonen Modell 36 und drei 25-mm-L/58-Bofors-Maschinenkanonen Modell 32. Zur U-Boot-Bekämpfung erhielt die Clas Fleming zwei Wasserbombenwerfer. Der Umbau veränderte das Aussehen des Schiffes erheblich, da der hintere Mast total entfernt und der vordere Mast erheblich kürzer wurde. Der Brückenaufbau war auch erheblich modernisiert. Dazu erhielt die Clas Fleming neue Schornsteine. Die zwei benötigten standen jetzt relativ weit auseinander. Zwischen diesen wurde nach ersten Probefahrten im Sommer 1940 noch ein dritter als Attrappe aufgestellt.

## Einsatzgeschichte

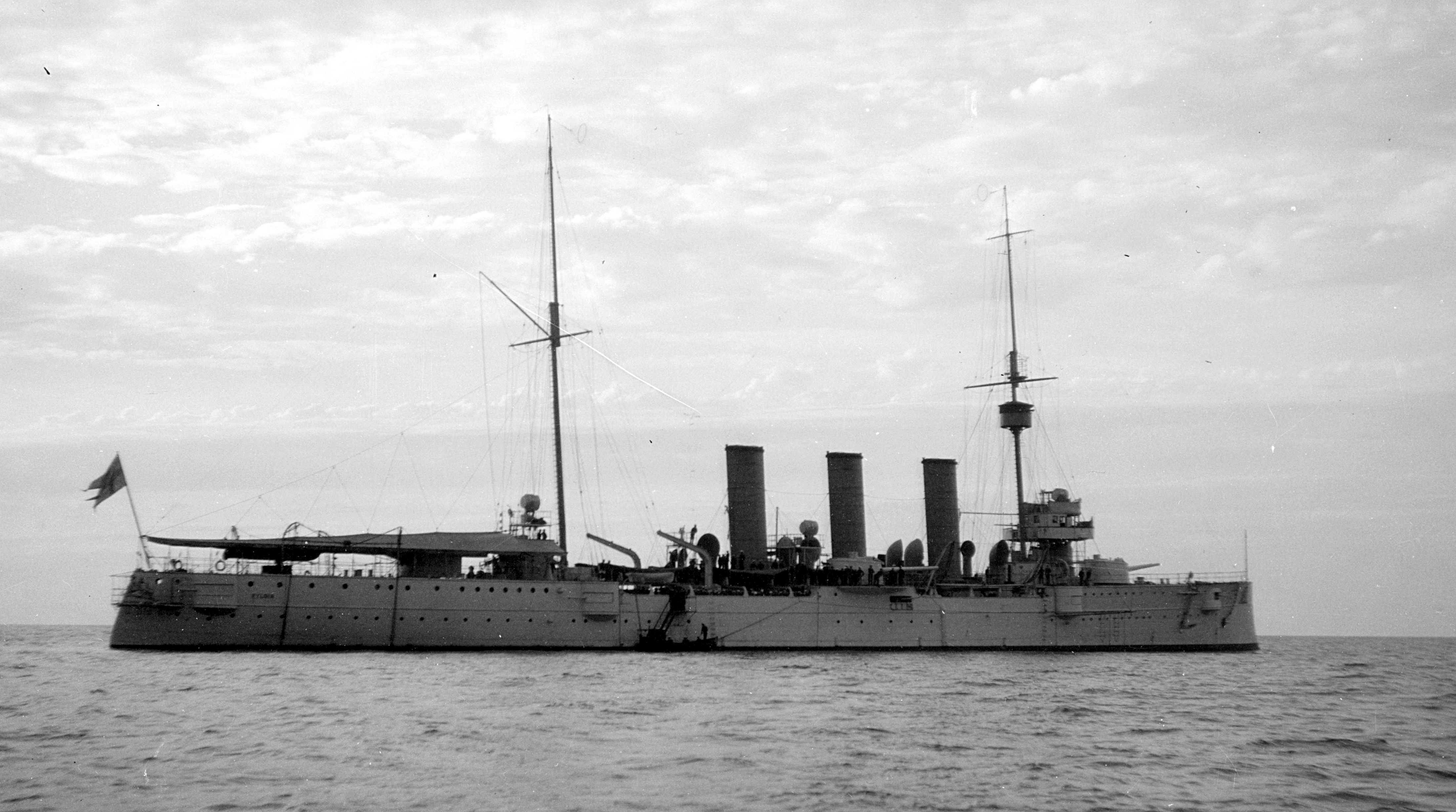
Der Panzerkreuzer Fylgia

Die Clas Fleming kam im Mai 1914 in Dienst. Namensgeber des Schiffes war der Admiral Clas Larsson Fleming (1592–1644). Nachdem sie eingefahren worden war, wurden durch sie die Regeln für eine schwedische Minenkriegführung entwickelt. Sie sollte in einem Kriegsfall zusammen mit den Zerstörern offensive Sperren legen. Sie sicherte während des Ersten Weltkriegs, zum Teil in Zusammenarbeit mit der Fylgia, die schwedischen Hoheitsgewässer. Die Entwicklung des Krieges in der Ostsee führte am 24. Oktober 1917 zur Stilllegung der Clas Fleming in Stockholm.
Es folgten die ersten Modernisierungen des Schiffes 1918 bis 1919 und 1926. Am 24. August 1930 versuchte die Clas Fleming vergeblich, das vor Horsfjärden aufgelaufene Panzerschiff Manligheten freizuschleppen, war aber nicht stark genug. Seit 1929 war die Clas Fleming vor allem wegen der hohen Betriebskosten meist stillgelegt.
Das Schiff schien für einen Einsatz in der Flotte nicht mehr zeitgemäß und 1938 wurde der Einsatz als Trainingsschiff lokaler Marinereserven erwogen.

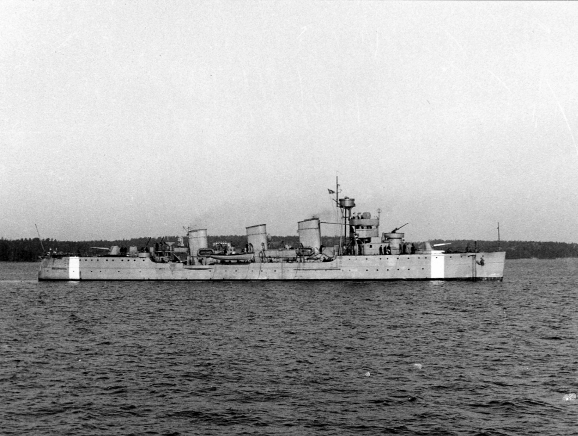
Clas Fleming während des Zweiten Weltkriegs mit Neutralitätsstreifen

Bei Ausbruch des Zweiten Weltkrieges sollte die Clas Fleming wieder aktiviert werden. Um einen sinnvollen Einsatz möglich zu machen, entschied man sich für die beschriebene, umfassende Modernisierung. Als Minenkreuzer wurde sie durch die als Hilfskreuzer 3 („Hjälpkryssaren“) in Dienst genommene Sassnitz-Trelleborg-Fähre Drottning Victoria (1909, 3296 BRT, 16 kn) ersetzt.
Am 8. August 1940 kam die erheblich umgebaute Clas Fleming wieder in Dienst und wurde Teil der Hauptflotte in der Ostsee. Mit dem Kreuzer Gotland bildete sie das 2. Kreuzergeschwader, das in Hasfjärden nahe Stockholm stationiert war und vor allem den Bereich der Hauptstadt und die Aaland-Inseln überwachte. Bis zum Kriegsende blieb sie zum Schutz und zur Überwachung der schwedischen Hoheitsgewässer gegen die Verletzung der Neutralität durch die kämpfenden Parteien im Dienst.
Seit dem Sommer 1944 Clas Fleming Teil der Seekriegsschule für die Ausbildung im Minenkrieg.

## Ende derClas Fleming

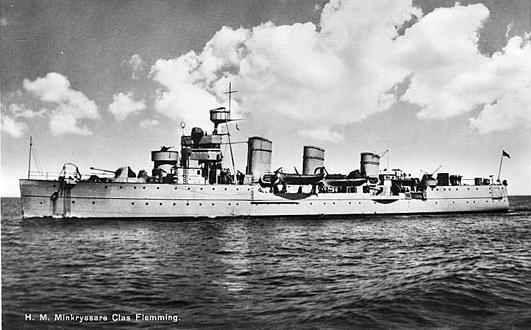
Die modernisierte Clas Fleming

Nach dem Krieg blieb die Clas Fleming in der Marinewerft in Stockholm demobilisiert. Erst Januar 1959 wurde sie aus der Flottenliste gestrichen. Nach dem Ausbau aller noch brauchbaren Teile wurde sie als Zielfahrzeug bei Schießübungen benutzt, aber schon im Herbst 1960 zum Abwracken nach Ystad verkauft.